# NK Omladinac Čaglin
NK Omladinac je nogometni klub iz Čaglina. 
Trenutačno se natječe u 1. ŽNL Požeško-slavonskoj.